# Релаянс (Південна Дакота)
Релаянс (англ. Reliance) — місто (англ. town) в США, в окрузі Лайман штату Південна Дакота. Населення — 128 осіб (2020).

## Географія
Релаянс розташований за координатами 43°52′49″ пн. ш. 99°36′4″ зх. д. / 43.88028° пн. ш. 99.60111° зх. д. (43.880401, -99.601172).  За даними Бюро перепису населення США в 2010 році місто мало площу 2,96 км², з яких 2,81 км² — суходіл та 0,14 км² — водойми.

## Демографія
Згідно з переписом 2010 року, у місті мешкала 191 особа в 73 домогосподарствах у складі 52 родин. Густота населення становила 65 осіб/км².  Було 85 помешкань (29/км²).
Расовий склад населення:
| - 77,0 % — білих - 17,8 % — корінних американців - 0,5 % — чорних або афроамериканців |

До двох чи більше рас належало 4,2 %. Частка іспаномовних становила 1,6 % від усіх жителів.
За віковим діапазоном населення розподілялося таким чином: 30,9 % — особи молодші 18 років, 51,8 % — особи у віці 18—64 років, 17,3 % — особи у віці 65 років та старші. Медіана віку мешканця становила 40,1 року. На 100 осіб жіночої статі у місті припадало 92,9 чоловіків;  на 100 жінок у віці від 18 років та старших — 100,0 чоловіків також старших 18 років.
Середній дохід на одне домашнє господарство  становив 59 092 долари США (медіана — 52 813), а середній дохід на одну сім'ю — 72 870 доларів (медіана — 63 750). Медіана доходів становила 49 583 долари для чоловіків та 23 056 доларів для жінок. За межею бідності перебувало 8,1 % осіб, у тому числі 8,1 % дітей у віці до 18 років та 4,8 % осіб у віці 65 років та старших.
Цивільне працевлаштоване населення становило 90 осіб. Основні галузі зайнятості: освіта, охорона здоров'я та соціальна допомога — 27,8 %, будівництво — 14,4 %, мистецтво, розваги та відпочинок — 13,3 %.